# 1253
1253 (MCCLIII) je bilo navadno leto, ki se je po julijanskem koledarju začelo na sredo.

## Dogodki

### Mongolski imperializem
- Popis prebivalstva v Mongolskem imperiju 1252-1259.
- Osvojitve in vojne:
  - Kitajska: Kublaj Kan zavzame kraljevino Dali v Sečuanu, zahodno od cesarstva Južnega Songa (danes provinca Junan). Za guvernerja je nastavljen bivši kralj premaganega kraljestva kljub temu, da je pobil odposlance in vodil odpor.
  - Koreja: Korejci se ponovno pripravljajo na vojno z Mongoli in utrjujejo gorske utrdbe ter otoke. Mongoli pustošijo po večinoma izpraznjenem podeželju.
  - Tibet: Tibetanci se predajo Kublaj Kanu. Njegova soproga (hatun) Čabuj se spreobrne v tibetanski budizem, kar ima nemajhen vpliv na Kublaj Kana, ki sčasoma prevzame vlogo zaščitnika budistov.
  - Perzija: Asasini so verjetno poskušali umoriti Möngke Kana. Mongolski general Kitbuga Nojan dobi ukaz, da jih uniči skupaj z njihovimi gorskimi utrdbami.

- Vrhovni kan Möngke poenoti denarni sistem na osnovi kitajskega papirnatega denarja s podlago v srebru. Vseeno pusti vazalnim državam pravico do kovanja lastnega denarja in uporabe njihovih mer.
- Kralj Galicije-Volinije Danilo Romanovič poskuša razrahljati odvisnost od Mongolov in se da preko papeškega legata kronati za kralja Rusije (lat. Rex Rusiae). Njegov cilj je oblikovanje zavezništva zahodnih držav proti Mongolom, kar pa se ne zgodi. 1255 ↔
- Francoski kralj Ludvik IX. odpošlje na mongolski dvor frančiškanskega odposlanca Vilijema iz Rubrucka. Od vseh odposlancev velja za enega najboljših kronistov, ki je hkrati pokazal velik smisel za geografijo in etnografijo. Prvi je tudi podrobneje opisal tibetanski budizem.
- Egiptovski mameluki in levantski Ajubidi sklenejo mir po posredovanju bagdadskega abasidskega kalifa Al-Mustasima. Le-tega je vznemirjala bližina Mongolov in njihovi redni vpadi na bagdadsko ozemlje.

### Nasledstva
- 1. januar - Po smrti beneškega doža Marina Morsinija je za 45. beneškega doža izvoljen Renier Zen.
- 18. januar - Umrlega ciprskega kralja Henrika I.[1] nasledi mladoletni sin Hugo II.. Regentstvo prevzame njegova mati in vdova umrlega kralja Plesanca Antiohijska.
- 12. junij - Umrlega montferraškega markiza in nominalnega kralja Soluna Bonifacija II. nasledi sin Vilijem II.
- 24. junij - Po smrti savojskega krofa Amadeja IV. nasledi grofijo sin Bonifacij. Ker pa se le-ta nahaja v Flandriji, prevzame regentstvo v njegovem imenu stric Tomaž III. Pietmonški[2].
- 8. julij - Umrlega šampanjskega grofa in navarrskega kralja Teobalda IV. (I.) nasledi v obeh domenah sin Teobald V. (II.)
- 22. julij - Umre zadnji tirolski grof Albert III.[3] iz hiše Tirolskih grofov. Grofijo nasledi svak Manjhard I. iz hiše Goriških grofov.
- 14. september - Umrlega krškega škofa Urlika Ortenburškega nasledi Teodorik II. Marburški.
- 22. september - Umrlega ustanovitelja ločine japonskega soto zen budizma Dogena Zendžija nasledi 2. patriarh Koun Edžo.
- 23. september - Umrlega češkega kralja Venčeslava I. nasledi sin Otokar II., oba hiša Pšemisl.
- 29. november - Po smrti bavarskega vojvode Otona II. Wittelsbaški Bavarsko nasledita sinova Ludvik II. in Henrik XIII., ki se med sabo spreta za očetovo dednino. 1255 ↔

### Ostalo
- Papež Inocenc IV. se po devetih letih izgnanstva vrne v Rim.
- 4. julij - Bitka pri Walchernu: nemški gvelfovski kralj Vilijem II., ki je hkrati holandski grof, se s Flandrijci spopade za nadzor nad Zeelandijo in jih premaga.
- 6. julij - Kronanje litvanskega nadvojvode Mindaugasa za litvanskega kralja. Kronanju sledi osem let politične stabilnosti in utrjevanja oblasti.

- 12. julij - Frankfurt na Odri dobi mestne pravice.
- 17. julij - Porenje: mesta Dortmund, Soest, Münster in Lippstadt oblikujejo zvezo Werner Bund.
- 11. avgust - Po smrti Klare Asiške, italijanske redovnice in ustanoviteljice Klaris, steče postopek za njeno beatifikacijo.
  - Istega leta oziroma nekaj dni pred njeno smrtjo prizna papež pravila red Klaris.
- oktober - Nemški gibelinski kralj Konrad IV. Hohenstaufen utrjuje oblast v Sicilski kraljevini. Med zadnjimi mesti si pokori Neapelj, vendar je še vedno veliko plemstva, ki so naklonjeni gvelfom. Izjemno nezaupljiv je do svojega polbrata Manfreda, ki je de facto vladal v času medvladja. Izrine ga v mesto Taranto.1254 ↔
- Bosna: bosanski ban Prijezda I. začne po ukazu madžarskega kralja Béle II. z gonjo proti katarskim bogomilom.
- Severnonemško mesto Damgarten prevzame zakone[4] mesta Lübeck, korak v postopnem oblikovanju trgovsko-politične zveze Hansa.
- Angleški kralj Henrik III. ponovno potrdi veljavnost Velike listine svoboščin.
  - V Londonu je odprta varna hiša za spreobrnjene Jude Domus Conversorum.
- Kastiljski kralj Alfonz X. okupira južno portugalsko regijo Algarve, vendar jo potem zapusti, ko portugalski kralj Alfonz III. pristane na poroko z nezakonsko hčerko kastiljskega kralja Beatriko. Ob tem se Alfonz III. še prej loči od prve soproge grofice Boulogne Matilde II., ki mu v zakonu ni prinesla potomstva.
- Papež Inocenc IV. povzdigne mučenca in inkvizitorja Petra iz Verone, ki so ga leto dni poprej umorili katari, v svetnika.
- V Assisiju je dokončana Bazilika Svetega Frančiška Asiškega.
- Japonski budistični menih Ničiren razglasi budistično besedilo Lotus Sūtra kot najbolj primerno obliko budističnega čaščenja.

## Rojstva
- 17. oktober - Ivo Kermartin, francoski pravnik in svetnik († 1303)
- 25. november - Katarina Angleška, angleška princeska († 1257)

Neznan datum
- Amir Hosrov Dehlevi, indijski muslimanski mistik, pesnik, učenjak († 1325)
- Ferdinand de la Cerda, kastiljski kronski princ († 1275)
- Hugo II., ciprski kralj († 1267)
- Ivana Bloiška, grofica Bloisa, Chartresa in Dunoisa († 1291)
- Matilda Habsburška, vojvodinja Zgornje Bavarske, regentka († 1304)
- Štefan Dragutin, srbski kralj († 1316)
- Štefan Milutin, srbski kralj († 1321)
- Teodora Trapezuntska, cesarica Trapezunta († 1285)
- Wareru, burmanski kralj Hanthawaddyja († 1307)

## Smrti
- 1. januar - Marino Morsini, 44. beneški dož (* 1181)
- 18. januar - Henrik I., ciprski kralj (* 1218)
- 3. april - Rihard iz Chichesterja, škof Chichesterja, svetnik (* 1197)
- 22. april - Elija iz Kortona, frančiškanski general, gibelin (* 1180)
- 12. junij - Bonifacij II. Montferraški, markiz, titularni solunski kralj (* 1202)
- 24. junij - Amadej IV., savojski grof (* 1197)
- 8. julij - Teobald IV., francoski plemič, šampanjski grof, navarski kralj (I.) (* 1201)
- 22. julij - Albert III., tirolski grof (* 1180)
- 11. avgust - Klara Asiška, italijanska redovnica, svetnica, ustanoviteljica klaris (* 1193)
- 14. september - Ulrik Ortenburški, krški škof (* 1188)
- 22. september - Dogen Zendži, japonski utemeljitelj soto budizma (* 1200)
- 23. september - Venčeslav I. Enooki, češki kralj (* okoli 1205)
- 16. november - Neža Asiška, italijanska redovnica, svetnica, mlajša sestra Klare Asiške (* 1197)
- 9. oktober - Robert Grosseteste, angleški učenjak, filozof, škof Lincolna (* 1175)
- 29. november - Oton II. Wittelsbaški, bavarski vojvoda, pfalški grof (* 1206)

Neznan datum
- Arnaut Catalan, španski trubadur (* 1219)
- Serafina iz San Gimignana, italijanska otroška svetnica (* 1238)
- Teodor I. Komnen Dukas, epirski vladar